# Керман Юрій Сергійович
Юрій Сергійович Керман (нар. 2 вересня 1955) — радянський та український футболіст, захисник та півзахисник, по завершенні кар'єри — футбольний тренер.

## Клубна кар'єра
Вихованець донецького «Шахтаря», перший тренер — А. Шейко. У 1975 році розпочав кар'єру в команді «Локомотив» (Калуга). У 1978 році захищав кольори «Динамо» (Ставрополь). У 1979 році перейшов у ждановський «Новатор». У 1986 році перебрався в «Таврію» (Сімферополь), але наступного року повернувся до «Новатора», у складі якого 1988 року завершив кар'єру футболіста. Потім, у 1992-1994 роках, був граючим тренером у складі «азовців».

## Кар'єра тренера
Після завершення кар'єри гравця перейшов на тренерську роботу. У серпні 1989 року очолив команду «Новатор», в якому працював головним тренером до кінця 1994 року (в 1992 році команда змінила свою назву на «Азовець»). 17 червня 1995 року приєднався до тренерського штабу «Таврії», в якому спочатку працював асистентом, а на початку 1996 року призначений головним тренером клубу. Після завершення сезону 1995/96 років покинув кримський клуб. Влітку 2000 року знову запрошений в маріупольський клуб, який вже змінив назву на «Іллічівець». У період з першого кварталу по квітень 2007 року очолював другу команду клубу, а з 16 травня по червень 2007 року працював на посаді головного тренера першої команди. Потім, до червня 2012 року, знову продовжив роботу з командою «Іллічівець-2».

## Досягнення

### Як гравця і тренера
«Новатор» (Маріуполь)
- Чемпіонат УРСР серед аматорів
  -  Чемпіон (1): 1991